# Rue du Peuplier
La rue du Peuplier (en néerlandais: Populierstraat) est une rue bruxelloise de la commune de Bruxelles-ville qui relie le quai au Bois à Brûler à la place du Béguinage (église Saint-Jean-Baptiste-au-Béguinage).
La numérotation des habitations va de 1 à 25 pour le côté impair et de 2 à 14 pour le côté pair.
Bruxelles possède également une placette du Peuplier.